# Arteră sacrală laterală
Format:Infobox artery
Artera sacrală laterală este o arteră din bazin care apare din porțiunea posterioară a arterei iliace interne. Mai departe se împarte în două ramuri mai mici, una superioară și una inferioară.

## Anatomie
Artera sacrală laterală este a doua ramură a porțiunii posterioare a arterei iliace interne .   Este o ramură parietală. 

### Ramura superioară
Ramura superioară, de dimensiuni mari, trece medial și, după anastomozare cu ramuri din artera sacrală mediană, intră în primul sau al doilea foramen sacral anterior, furnizează ramuri către conținutul canalului sacral și, ieșind prin foramenul sacral posterior corespunzător, este distribuită pe piele și mușchi pe spatele sacrului, anastomozându-se cu artera gluteală superioară.

### Ramura inferioară
Ramura inferioară trece oblic peste partea din față a mușchiul piriform și nervii sacri până la partea mediană a foramenelor sacrale anterioare, coboară pe partea din față a sacrului și se anastomozează peste coccis cu artera sacrală mediană și laterală sacrală opusă.
În cursul său trimite ramuri, care intră în foramenul sacral anterior; acestea, după ce alimentează conținutului canalului sacral, trece de foramenul sacral posterior și sunt distribuite către mușchii și pielea de pe suprafața dorsală a sacrului, anastomozându-se cu arterele gluteale.

## Fiziologie
Arterele sacrale laterale furnizează sânge oxigenat caudei ecvine. 

## Imagini suplimentare

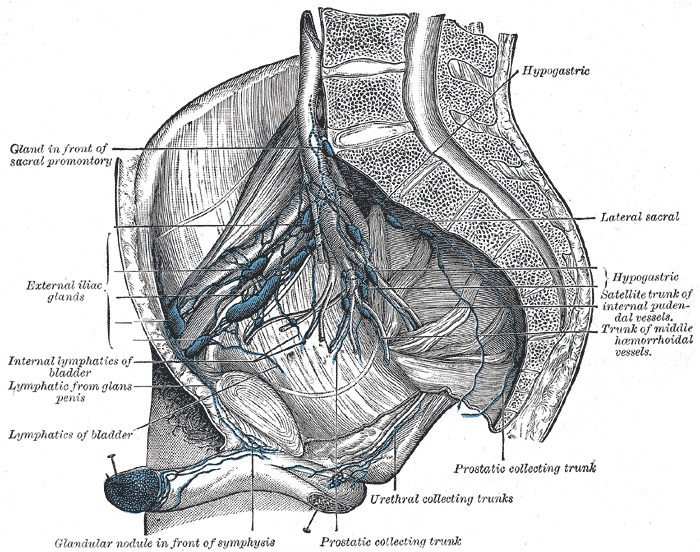
Glandele Iliopelvice (vedere laterală).